# 第十屆十大中文金曲得獎名單
第十屆十大中文金曲得獎名單
本年口號為「金曲十年，樂壇經典，邁進港台六十年」。

## 十大中文金曲名單
- 太陽星辰（主唱：張學友 作曲：德永英明 填詞：林振強）
- 灰色（主唱：林憶蓮 作曲：Tambi Fernando / Iris Fernando / Wayne Brown 填詞：林振強）
- 千億個夜晚（主唱：林子祥 作曲：Forster / Keans / Jackson 填詞：潘偉源）
- Don't Say Goodbye（主唱：譚詠麟 作曲：鈴木/大津 填詞：黃真）
- 我的故事（主唱：陳百強 作曲：陳百強 填詞：向雪懷）
- 誠懇（主唱：鍾鎮濤 作曲：林敏怡 / 鍾鎮濤 填詞：林敏驄）
- 無心睡眠（主唱：張國榮 作曲：郭小霖 填詞：林敏驄）
- 傾心（主唱：Raidas 作曲：黃耀光 填詞：若愚）
- 知心當玩偶（主唱：譚詠麟 作曲：譚詠麟 填詞：陳少琪）
- 烈燄紅唇（主唱：梅艷芳 作曲：倫永亮 填詞：潘偉源）

## 最佳中文（流行）歌曲獎
- 豈有此理—— 黃良昇

## 最佳中文（流行）歌詞獎
- 別人的歌 —— 林夕

## 最有前途新人獎
- 金獎：劉美君
- 銀獎：黃凱芹
- 銅獎：Blue Jeans
- 最後八強：Beyond、李克勤、林敏驄、鄭敬基、吳國敬

## CD雷射大獎
- 《Summer Romance》—— 張國榮

## 全年銷量冠軍大獎
- 《Summer Romance》—— 張國榮

## 全年總銷量冠軍歌星大獎
- 譚詠麟

## 最佳唱片監製獎
- 《劉美君》—— 陳永良

## 最佳編曲獎
- 我的故事 —— 杜自持

## 最佳唱片封套設計獎
- 《禁區》—— 鮑皓昕（主唱：太極）

## 最受歡迎演出中文歌曲獎
- 信 —— 翁倩玉

## 最有創意歌曲獎
- 《Summer Romance》（張國榮）

## IFPI 大獎
- 譚詠麟

## 金曲十年大獎
- 譚詠麟

## 金針獎
- 陳蝶衣（情人的眼淚——梅艷芳、春風吻上我的臉——姚莉及群星）